# 107e bataillon de chasseurs alpins

## Création et différentes dénominations
- 12 mai 1915: formation du 107e bataillon de chasseurs alpins à Bagneux
- 20 novembre 1917 : Dissolution
- septembre 1939 : création du 107°BCA par dédoublement du 27°BCA à Chambery (CM 147)
- Juillet 1940 : dissolution du bataillon à Grenoble

## Drapeau du bataillon
Comme tous les autres bataillons de chasseurs ou groupes de chasseurs, il ne dispose pas de son propre drapeau. (Voir Drapeau des chasseurs)
Le bataillon reçoit la fourragère aux couleurs de la Croix de guerre 1914-1918 le 2 janvier 1917.

## Historique

### La Première Guerre mondiale
Rattachements:
- 157e division d'infanterie d'avril 1915 à mars 1916

#### 1915
- Champagne : Saint-Hilaire-le-Grand, Sainte-Marie à Py

- Haute Alsace

#### 1916
- Haute Alsace

- Verdun : Fleury, Bois de Vaux-Chapitre, Douaumont, Hardaumont, Bezonvaux

#### 1917
- Chemin des Dames

- Flandres

- 20 novembre : Dissolution

## 1940
- Bataille des Alpes.Le 107° constitue la 45°DBCA avec le 87°BCA.

- Il combat face aux italiens dans le secteur du Queyras dans les Hautes Alpes